# ایزاک کومونوس (پسر ژان دوم)
ایزاک کومونوس (یونانی: Ἰσαάκιος Κομνηνός; ح. 1113 – after 1146)، سومین پسر امپراتور ژان دوم و ایرنه مجارستان است.